# Skol
Skol és una marca de cervesa propietat de l'empresa danesa Carlsberg, antigament comercialitzada a Galícia però que ara es comercialitza exclusivament en el mercat brasiler, on és el líder del seu sector.

## Història
La cervesa Skol Pilsen va ser presentada el 25 d'agost de 1964 a Europa. L'acord de fundació de la Skol International Limited es firmà a les Illes Bermudes. La Skol International Limited estava configurada en el seu origen per la companyia britànica Allied Breweries, la canadenca John Labatt Limited, la sueca Stockholm Breweries i la belga Unibra. La constitució d'aquesta aliança pretenia promoure la distribució i promoció a escala mundial d'un tipus de cervesa lager, de caràcter lleuger i sec. En un primer moment, la seva comercialització havia de portar-se a terme als següents països: Gran Bretanya, Canadà, Suècia, Estats Units, Espanya, Bèlgica i Irlanda a més de països de l'Àsia i l'Àfrica. A Catalunya, la fabricació d'aquesta cervesa quedà en mans de la fàbrica que Cervezas Cruz Blanca tenia a la localitat de Riells i Viabrea.

El nom es deu a la transcripció fònica de skål, paraula sueca que significa "a la teva salut" en el context dels brindis. La seva història va estar marcada pels avanços tècnics i de disseny: el 1971 es va llançar la primera llauna i el 1979 va ser la primera marca a fabricar les llaunes d'alumini. Va desaparèixer d'Europa entre els anys 80 i els 90.
Tot i això, sota la denominació Skol International, l'empresa Damm segueix fabricant i distribuint la cervesa a Espanya Així mateix es pot trobar a diferents països de l'Àfrica (Angola, Burundi, República Democràtica del Congo, Guinea, Madagascar i Ruanda)
Va arribar al Brasil l'any 1967 i actualment és la cervesa més venuda del país. És un dels majors patrocinadors d'esdeveniments i manté en el mercat cerveses de tipus pilsen, canya i cervesa amb llimona, produïdes totes per la firma AmBev. Com a marca, Skol és la quarta més valuosa del Brasil.